# طالب صديقوف
طالب صديقوف (بالروسية: Талиб Садыков)، من مواليد 12 مارس 1907، وتوفي بتاريخ 5 سبتمبر 1957، هو موسيقي سوفيتي أوزبكي، كان من بين مؤسسي الموسيقى الاحترافية في أوزبكستان، بالإضافة إلى كونه مؤلفًا للدراما الموسيقية والرباعية والأوبرا والرومانسيات.